# 石门口水库
石门口水库是中国内蒙古自治区乌兰察布市察哈尔右翼后旗境内的一座水库，位于碱河上，建于1971年。水库正常库容为378万立方米，集雨面积为440平方千米，海拔为1427.2米。